# Conotrachelus cestrotus
Conotrachelus cestrotus – gatunek chrząszcza z rodziny ryjkowcowatych.

## Zasięg występowania
Ameryka Południowa i Północna, występuje w Boliwii, Brazylii, Gujanie, Peru, Wenezueli oraz w  Ameryce Środkowej.

## Budowa ciała
Przednia krawędź pokryw znacznie szersza od przedplecza, na ich powierzchni podłużne garbki
Ubarwienie ciała brązowe, z czarnymi plamkami, tylna część pokryw cała czarna.